# Alfred Mohn
Jacques Alfred Mohn, född den 19 september 1870 i Sankt Gallen, Schweiz, död den 23 februari 1944 i Engelbrekts församling, Stockholm
, var en schweiziskfödd svensk reformert präst och ämbetsman. 
Han var far till Paul Mohn.
Mohn studerade i Genève och Paris, vistades någon tid som lärare i Ryssland, vikarierade 1896 för pastor Arnold Bovet i Bern, sedan i Thun och var från oktober samma år till december 1906 pastor vid Franska reformerta församlingen 
i Stockholm. Därefter var han under fyra års tid en av pastorerna vid vallonska församlingen i Haag och verkade sedan som pastor vid Franska församlingen i Zürich. Mohn var ånyo 1914–1916 pastor vid Franska reformerta församlingen i Stockholm och började 1916 tjänstgöra i svenska Utrikesdepartementet, där han 1918 blev tillförordnad extra förste arkivarie, 1919 andre legationssekreterare och fick kansliråds titel och 1921 utnämndes till förste legationssekreterare (på övergångsstat). Han blev riddare av Vasaorden 1905.
Mohn utgav F. W. Robertson, étude sur sa prédication (1899), en samling predikningar hållna i Stockholm, Auprès du Christ et dans la vie (Neuchâtel; "Kristus och nutidslifvet", 1905), två tal om Le chrétien et la guerre (publicerade i den franska protestantiska tidskriften "Foi et vie", 1905, även separat; "De kristna och kriget", 1906), L'amour éternel (predikan i Franska reformerta kyrkan 
i Stockholm 18 november 1906) och studien Notre bible (i "Foi et vie", 1908; särtryck), Varför försvinner den kristna tron: religion och vetenskap (1911), Kriget och Gud (2 upplagor 1915), Ord i allvarstider (1917), Pour la langue frangaise (1921) med flera skrifter. Vid svensk-norska unionens upplösning skrev Mohn, som var korrespondent till "Journal de Genève", i denna tidning en serie artiklar, som han samlade i volymen Une page d’histoire de la civilisation: La Suède et la révolution norvégienne (1906). Därtill kom översättningar av historiska och konsthistoriska arbeten.